# 盖勒特根杰
盖勒特根杰（Gairatganj）是印度中央邦Raisen县的一个城镇。总人口8095（2001年）。

## 人口
该地2001年总人口8095人，其中男性4294人，女性3801人；0—6岁人口1342人，其中男698人，女644人；识字率70.65%，其中男性为75.97%，女性为64.64%。